# Herbert Boy
Herbert Boy (Duisburg, 24 de octubre de 1897 - Bogotá, 11 de mayo de 1973) fue un piloto alemán, naturalizado colombiano.

## Biografía
Vivió y creció en Rheydt. Participó en la Primera Guerra Mundial, combatiendo en la infantería durante  batallas en las trincheras, luego en la aviación donde dirigió el escuadrón 14 de Alemania.
Luego de la guerra trabajo en una oficina de correo de su tío. Luego viajó a España, a Argentina y llegó a Colombia donde hacia 1924 se vinculó a la Sociedad Colombo-Alemana de Transportes Aéreos (SCADTA) trabajando en distintos cargos hasta ser jefe de pilotos.
En el gobierno de Enrique Olaya Herrera, fue nombrado Asesor Técnico de la escuela de Aviación Militar en septiembre de 1932, y en marzo de 1933 se le concedió el grado de Teniente Coronel Honorario del Nacional de Colombia. Participó en la guerra colombo-peruana,en la cual fueron usados los aviones de SCADTA, destacándose en la Batalla de Tarapacá de 1933. Contribuyó en el establecimiento de la Escuela Militar de Aviación en Cali.
Debido al estallido de la Segunda Guerra Mundial, y la influencia estadounidense en Colombia fue retirado de la SCADTA en 1941.
En 1942, fue nombrado Asesor Aeronáutico del Ministerio de Guerra e Inspector de Bases Aéreas, cargo que ocupó hasta 1945 para reintegrarse a la SCADTA.
El 1 de abril de 1949, recibió la nacionalidad colombiana. 

## Reconocimientos
Recibió la Cruz de Boyacá el 27 de agosto de 1933.

## Obras
Con Eduardo Caballero Calderón Una historia con alas (1955).

## Homenajes
La Base Aérea “Coronel Herbert Boy”.
Tras su muerte fue homenajeado con la Ley 12 de 1974.